# Vargulina

Vargulina o Cypridina luciferina

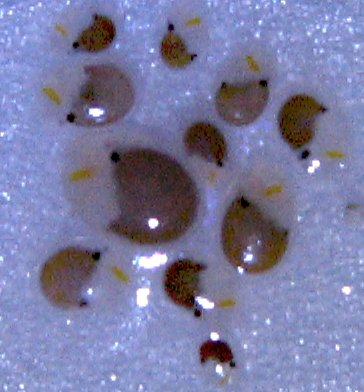
El ostrácodo Cypridina hilgendorfii o Vargula hilgendorfii

Vargulina o Cypridina luciferina (IUPAC= 2-[3-[2-[(2S)-butan-2-il]-6-(1H-indol-3-il)-3-oxo-7H-imidazo[2,1-c]pirazin-8-il]propil]guanidina) es la luciferina que se encuentra en el ostrácodo Cypridina hilgendorfii también llamado Vargula hilgendorfii. y permite la emisión de una luz azul

## Propiedades
- Fórmula molecular = C22H27N7O
- Masa molar = 405.496